# 達維德·托馬拉
達維德·托馬拉（波蘭語：Dawid Tomala，1989年8月27日—），波蘭田徑運動員，他代表波蘭隊參加了日本舉行的2020年夏季奧林匹克運動會，並且在男子50公里競走比賽上獲得金牌（3:50:08）。